# Oligoneurus concolor
Oligoneurus concolor är en stekelart som beskrevs av Szepligeti 1902. Oligoneurus concolor ingår i släktet Oligoneurus och familjen bracksteklar. Inga underarter finns listade i Catalogue of Life.